# Faulara
Faulara ist ein osttimoresischer Ort im Suco Lissadila (Verwaltungsamt Loes, Gemeinde Liquiçá). Bis 2015 gehörte Faulara zum Suco Leotala.
Das Dorf liegt im Südosten der Aldeia Manuquibia in einer Meereshöhe von 115 m, nördlich des Flusses Gleno, der zum System des Lóis gehört. Westlich liegt das Nachbardorf Manuquibia. In Faulara steht eine Grundschule.

## Geschichte
Faulara war ursprünglich ein indonesisches Umsiedlungslager für Timoresen, das seit 1996 bestand und ursprünglich 1.600 Einwohner hatte. Ab Januar 1999 versammelten sich Menschen, die vor der Gewalt der pro-indonesischen Milizen flohen auch in Faulara, so dass die Zahl der Einwohner auf 5.100 anstieg. Die Flüchtlinge wurden teilweise in Außenstellen, wie dem acht Kilometer entfernten Banitur (Suco Leotala) untergebracht. Am 16. Juli griff die Miliz Besi Merah Putih (BMP) das Lager in Faulara an.